# Joaquim Silva
Joaquim Ricardo Soares Silva, conegut com a Joaquim Silva, (Penafiel, 19 de març de 1992) és un ciclista portuguès, professional des del 2015 i actualment a l'equip W52-FC Porto.

## Palmarès
- 2014
  -  Campió de Portugal sub-23 en ruta